# Greater Manchester
Greater Manchester (Nagy-Manchester) Anglia egyik nagyvárosi és ceremoniális megyéje a North West England régióban. Délről Cheshire, délkeletről Derbyshire, északkeletről West Yorkshire, északról Lancashire, nyugatról pedig Merseyside megyékkel határos. 1986-ban a megyei tanácsot megszüntették, azóta a megye tíz kerülete gyakorlatilag önálló, egységes hatósági jogkörrel rendelkezik. Bizonyos funkciókat (gazdasági fejlesztési koordináció, közlekedésszervezés) a közös Greater Manchester-i Egyesített Hatóság lát el. 
Lakossága 2014-ben 2 732 854 fő volt.

## Története
Az ókorban a megye területének nagy részét a brigantes kelta törzs foglalta el, míg a délen, a Mersey folyó partján a cornovii törzs élt. A római hódításról Castlefield és Saddleworth erődjei árulkodnak. A szinte egész Anglia lakosságát és területét felmérő 11. századi összeírásból (Domesday Book) a megye területe jórészt kimaradt. 
A középkorban a mai Greater Manchester szinte teljes egészében Lancashire megye Salfordshire hundred-jéhez tartozott. A házi gyapjúszövetkészítés és -eladás már a középkorban általános jövedelemkiegészítő tevékenység volt; aztán a 18. században az ipari forradalommal járó gépesítés a textilgyártás gyors növekedését hozta. Manchester gyapjú- és pamutüzemei elképesztő mértékben szaporodtak, csakúgy mint a város lakossága. A régió az egész ország egyik legnagyobb ipari körzetévé, Manchester pedig a világ legfontosabb pamutkereskedelmi központjává vált. 1848-ra a város környéki kisebb települések és falvak egyetlen hatalmas urbanizált zónát, konurbációt alkottak. Az 1910-es években felmerült, hogy a zónát közigazgatásilag is külön kellene kezelni, ekkor használták először a Nagy-Manchester kifejezést is. 
Greater Manchester végül az 1972-es önkormányzati reform után jött létre a környező megyék (Lancashire, Cheshire, Yorkshire és Derbyshire) kerületeiből. Ekkor még az Angliában másutt is bevezetett kétszintű (megyei tanács és kerületek) közigazgatás működött, ám 1986-ban az egész országban megszüntették a nagyvárosi megyék tanácsait és a kerületek de facto önállóságot, egységes hatósági státuszt kaptak. Ezzel együtt azonban maga a megye formálisan nem szűnt meg, megmaradt jogi keretként és ceremoniális megyeként. Bizonyos funkciók, mint a tömegközlekedés, tűzoltóság stb. irányítása, továbbra is közös irányítás alatt maradt; ezek koordinálására 2011-ben jött létre a Greater Manchester-i Egyesített Hatóság (Greater Manchester Combined Authority).   

## Földrajza
Greater Manchester területe 1 277 km², amivel 39. a 48 angol ceremoniális megye között. Északkeleti részén a Penninek déli vonulatai húzódnak, északnyugaton a nyugat-pennini lápvidék és néhány szénmező, délen pedig a cheshire-i síkság található. Jelentősebb folyói - Mersey, Irwell, Tame - a Penninekben erednek. A megye legmagasabb pontja az 542 méteres Black Chew Head. A megye nagyrészt urbanizált terület, a kiterjedt településeket vasutak, utak, csatornák sűrű hálózata köti össze. 
Az éghajlat - akárcsak az egész országban - tengeri mérsékelt jellegű, hűvös nyarakkal és enyhe telekkel. Az éves átlagos csapadék 806,6 mm (szemben az országos 1 125 mm-rel). Az éves átlaghőmérséklet kissé magasabb, mint az Egyesült Királyság átlaga. A havazás - nem kis részben a melegebb városi környezet miatt - ritka jelenség, inkább a hegyvidéki részen fordul elő.

## Közigazgatás és politika

Greater Manchester kerületei

Greater Manchester területe 10 nagyvárosi kerületre (metropolitan borough) oszlik:
1. City of Manchester
2. Stockport
3. Tameside
4. Oldham
5. Rochdale
6. Bury
7. Bolton
8. Wigan
9. City of Salford
10. Trafford

Greater Manchester 27 képviselőt küldhet a parlament alsóházába. A 2015-ös választások után ezek közül 22 a Munkáspárt, 5 pedig a Konzervatív Párt jelöltje volt.    
A megye 20 ezer lakosnál népesebb települései: Manchester (520 215 fő),  Bolton (139 403 fő), Stockport (136 082 fő), Oldham (98 609 fő), Wigan (97 000 fő), Rochdale (88 068 fő), Salford (72 750 fő), Bury (55 856 fő), Sale (55 234 fő), Leigh (46 000 fő), Middleton (45 580 fő), Ashton-under-Lyne (45 198 fő), Swinton (41 347 fő), Urmston (40 964 fő), Altrincham (40 695 fő), Walkden (38 685 fő), Stretford (37 455 fő), Eccles (36 610 fő), Denton (36 591 fő), Chadderton (34 818 fő), Radcliffe (34 239 fő), Tyldesley (34 022 fő), Hyde (34 003 fő), Prestwich (31 693 fő), Heywood (28 024 fő), Didsbury (26 788 fő), Bramhall (25 004 fő), Farnworth (25 264 fő), Hindley (25 000 fő), Saddleworth (24 351 fő), Ashton-in-Makerfield (24 000 fő), Stalybridge (23 731 fő), Marple (23 686 fő), Whitefield (23 283 fő), Golborne (23 119 fő),  Westhoughton (23 056 fő), Droylsden (22 689 fő), Cheetham Hill (22 562 fő), Atherton (22 000 fő), Shaw and Crompton (21 721 fő), Royton (20 961 fő), Failsworth (20 555 fő)

## Gazdaság
2002 és 2012 között a megye gazdaságának bruttó hozzáadott értéke (GVA) 36 milliárd fontról 50,1 milliárd fontra nőtt.  
A valamikori textilipari zóna ma is az Egyesült Királyság második legnagyobb gazdasági központja London után. A megy egyedül nagyobb gazdasági potenciált képez, mint egész Wales, Észak-Írország vagy Anglia Északkeleti régiója. Manchester nemzetközileg is jelentős kereskedelmi központ. A 2000-es években az ország gazdaságilag leggyorsabban növekedő városa volt és egy felmérés szerint a legjobb befektetési helyszín. 
A munkanélküliség változó mértékű a megyén belül, Manchesterben 2001-ben elérte a 7,9%-ot, míg Stockportban csak 2,0% volt. A munkavállalók megoszlása a különböző gazdasági szektorok között megfelel az országos átlagnak, a mezőgazdaság kivételével, ami az urbanizált környezet miatt csak harmada az Angliában megszokott aránynak. 

## Híres Greater Manchester-iek
- Danny Boyle rendező
- Anthony Burgess író
- Sydney Chapman matematikus

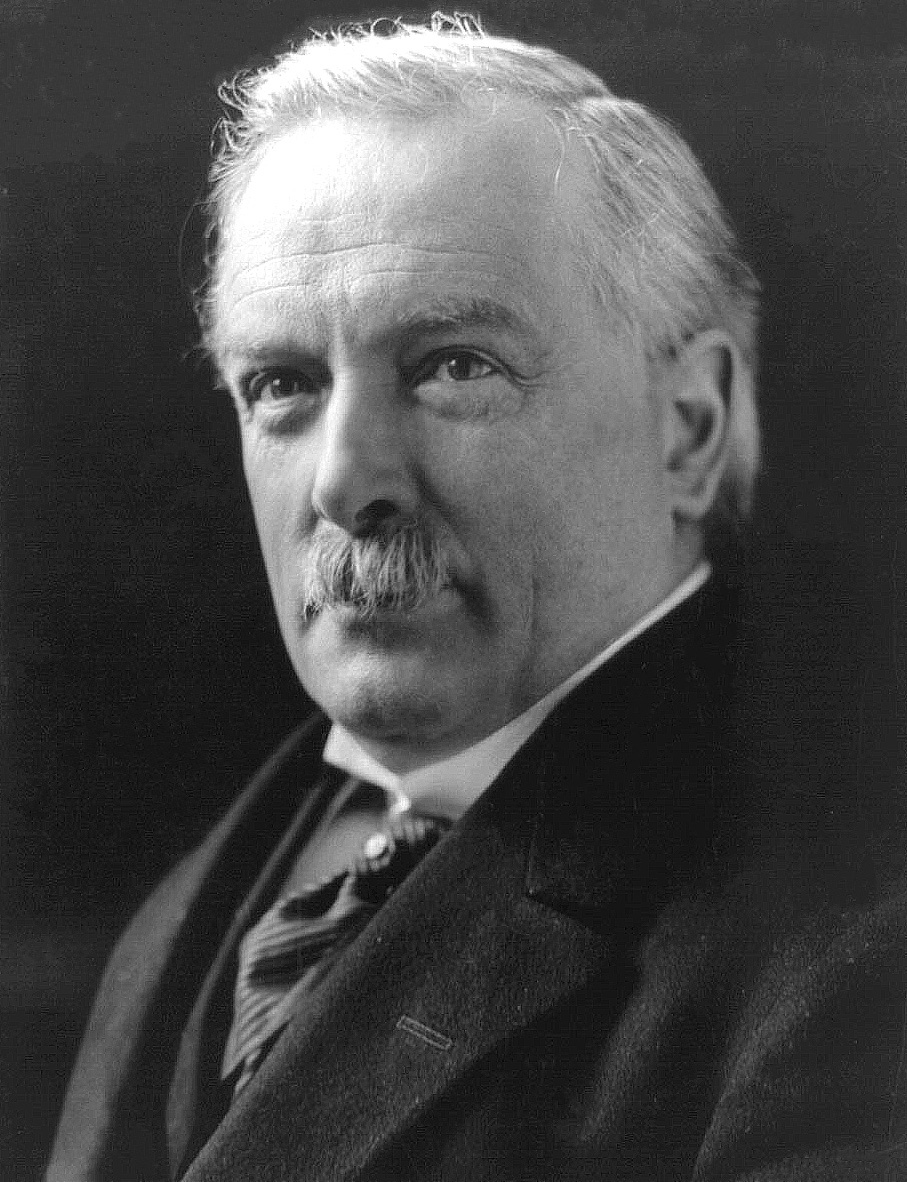
David Lloyd George

- Peter Maxwell Davies zeneszerző, karmester
- Christopher Eccleston színész
- William Webb Ellis a rögbi feltalálója
- Albert Finney színész
- Anna Friel színész
- Liam Gallagher zenész

- Noel Gallagher zenész
- James Prescott Joule fizikus
- Jay Kay énekes
- David Lloyd George politikus
- Johnny Marr zenész
- Morrissey énekes
- Phil Neville labdarúgó

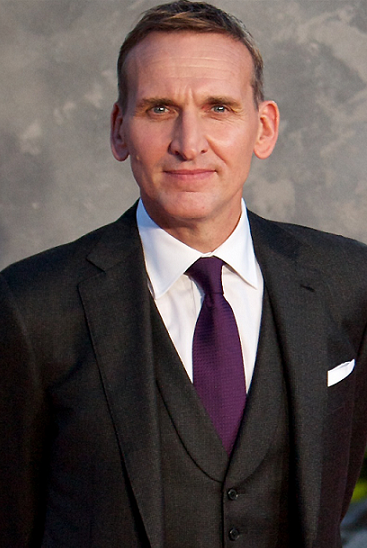
Christopher Eccleston

- Emmeline Pankhurst politikai aktivista
- Paul Scholes labdarúgó
- Joseph John Thomson fizikus
- Geoffrey Wilkinson kémikus
- Marcus Rashford labdarúgó

## Látnivalók

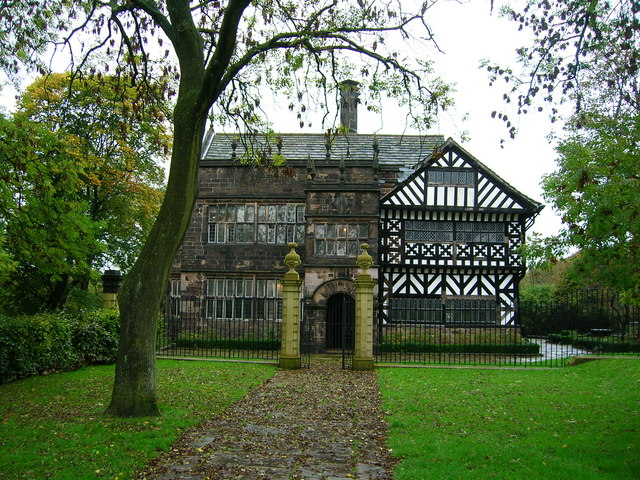
Hall i' th' Wood 16. századi udvarház
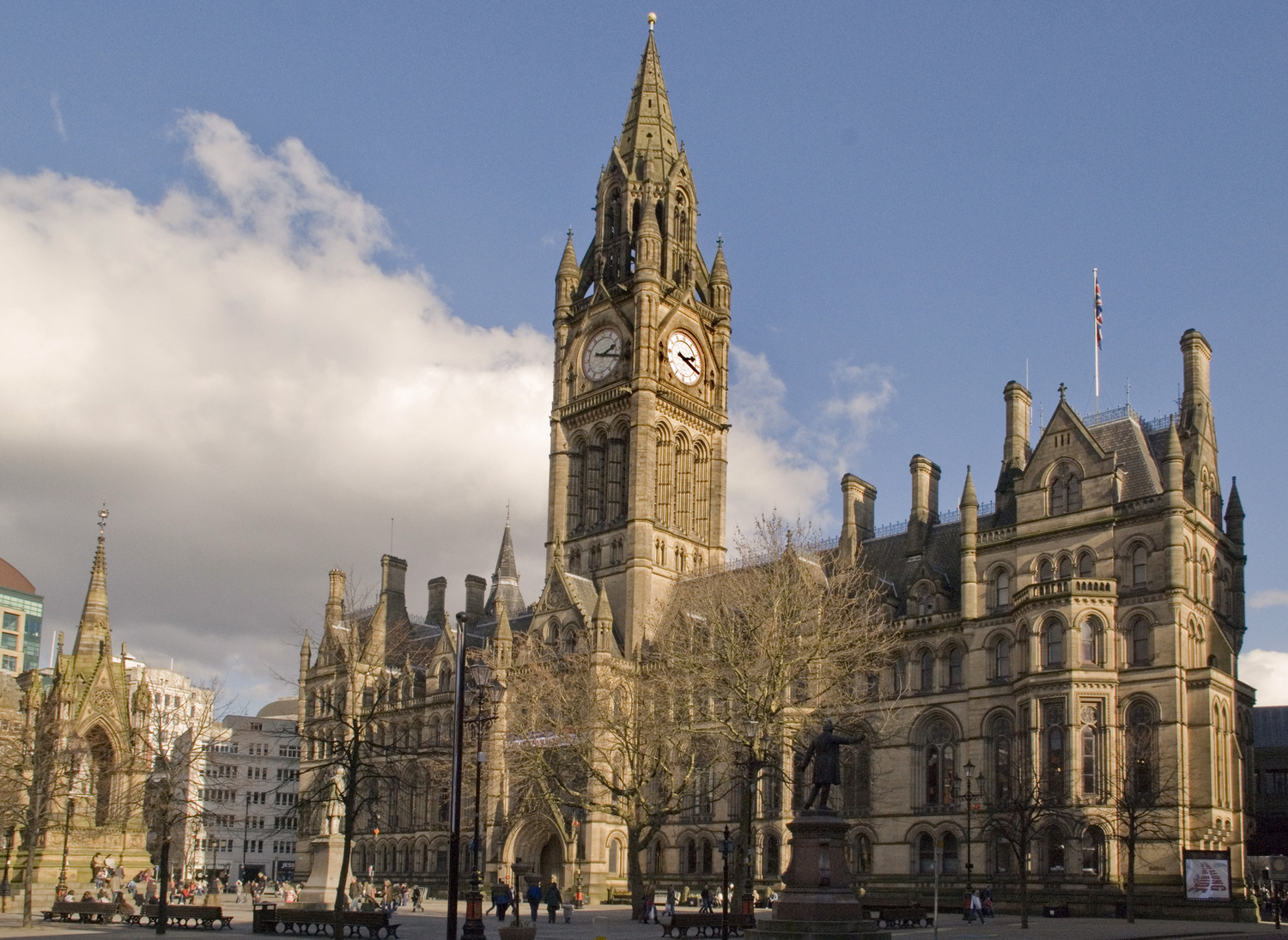
Manchesteri városháza
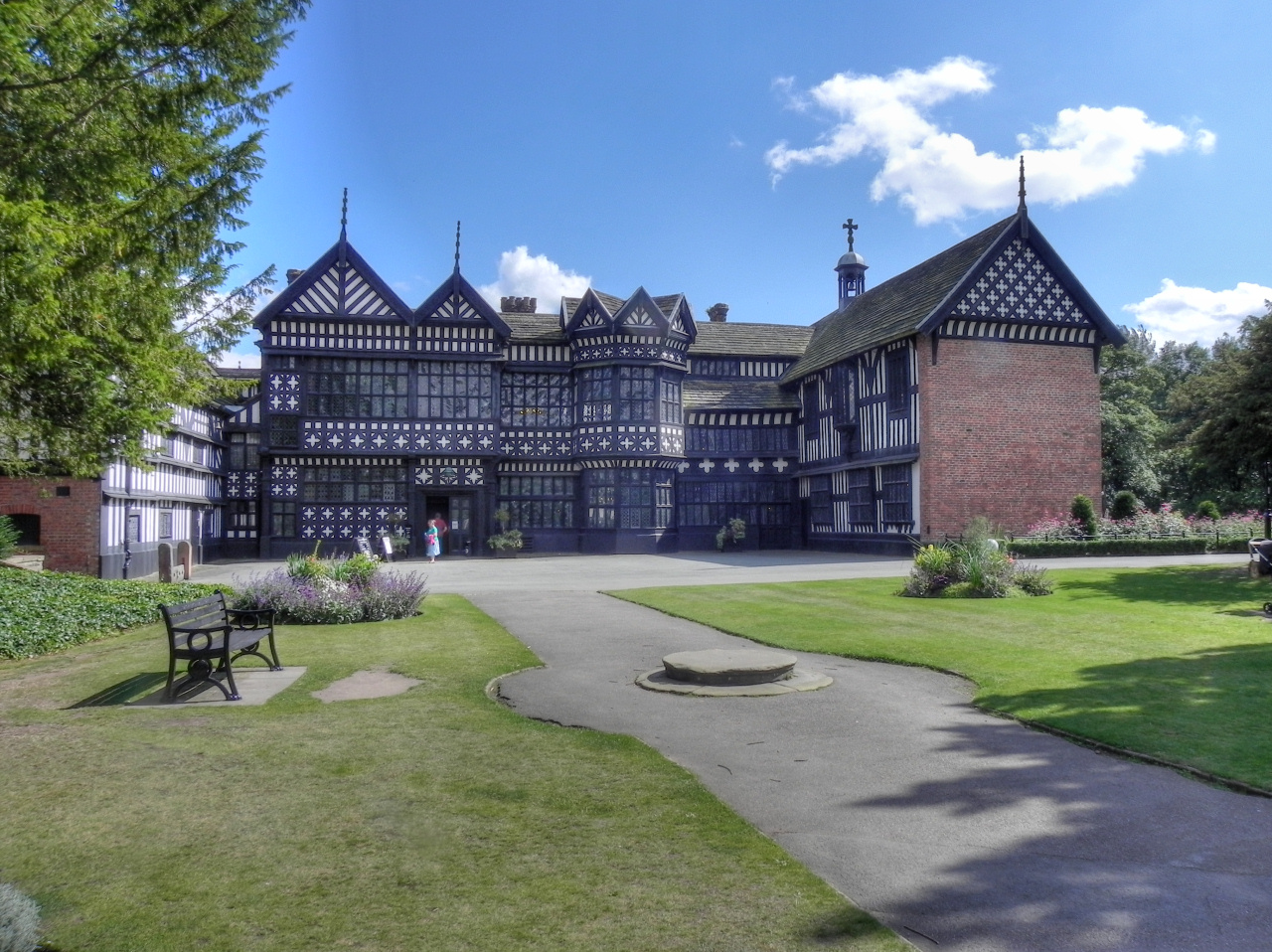
Bramall Hall 14. századi udvarház
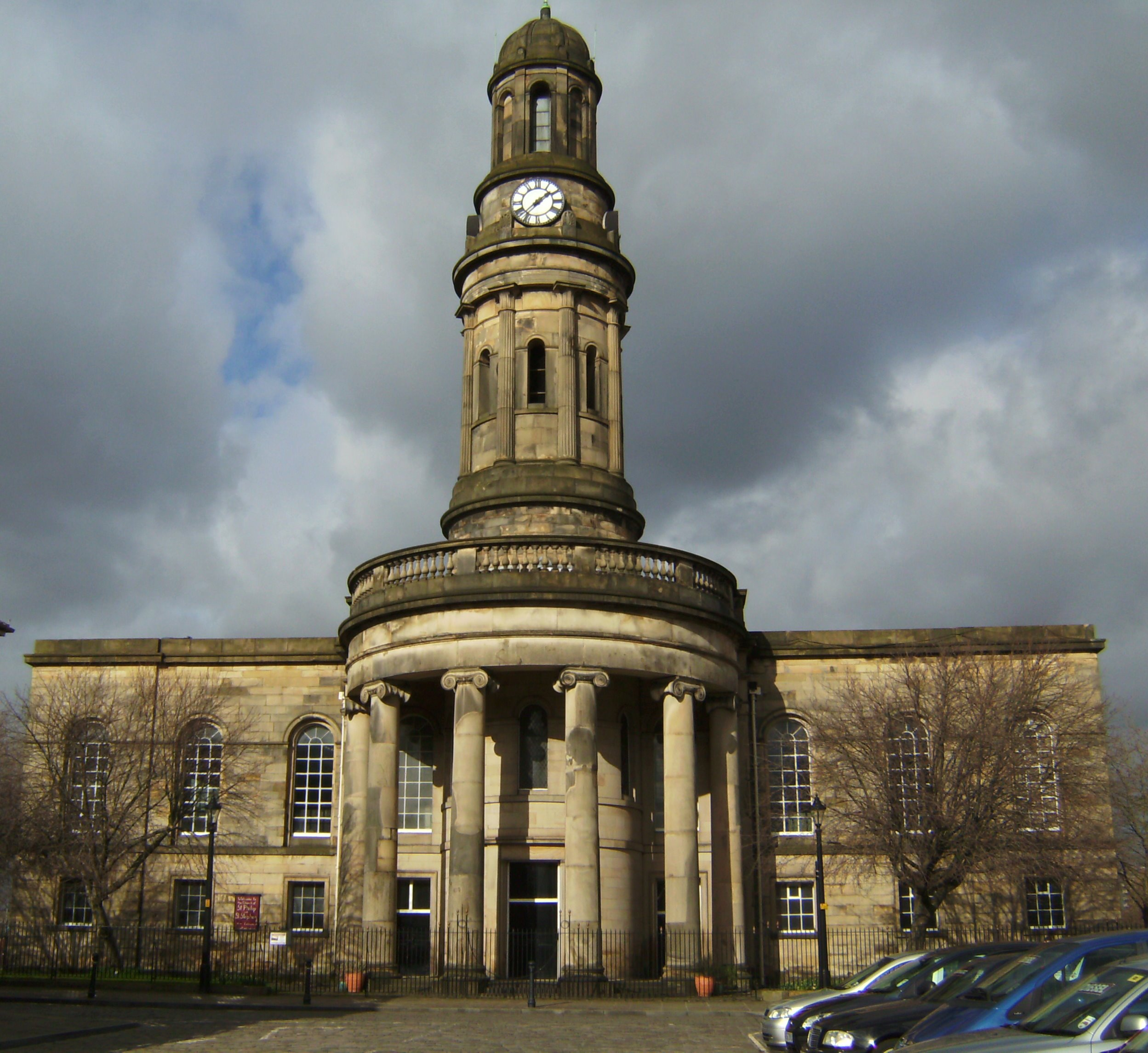
A salfordi Szt. Fülöp-templom
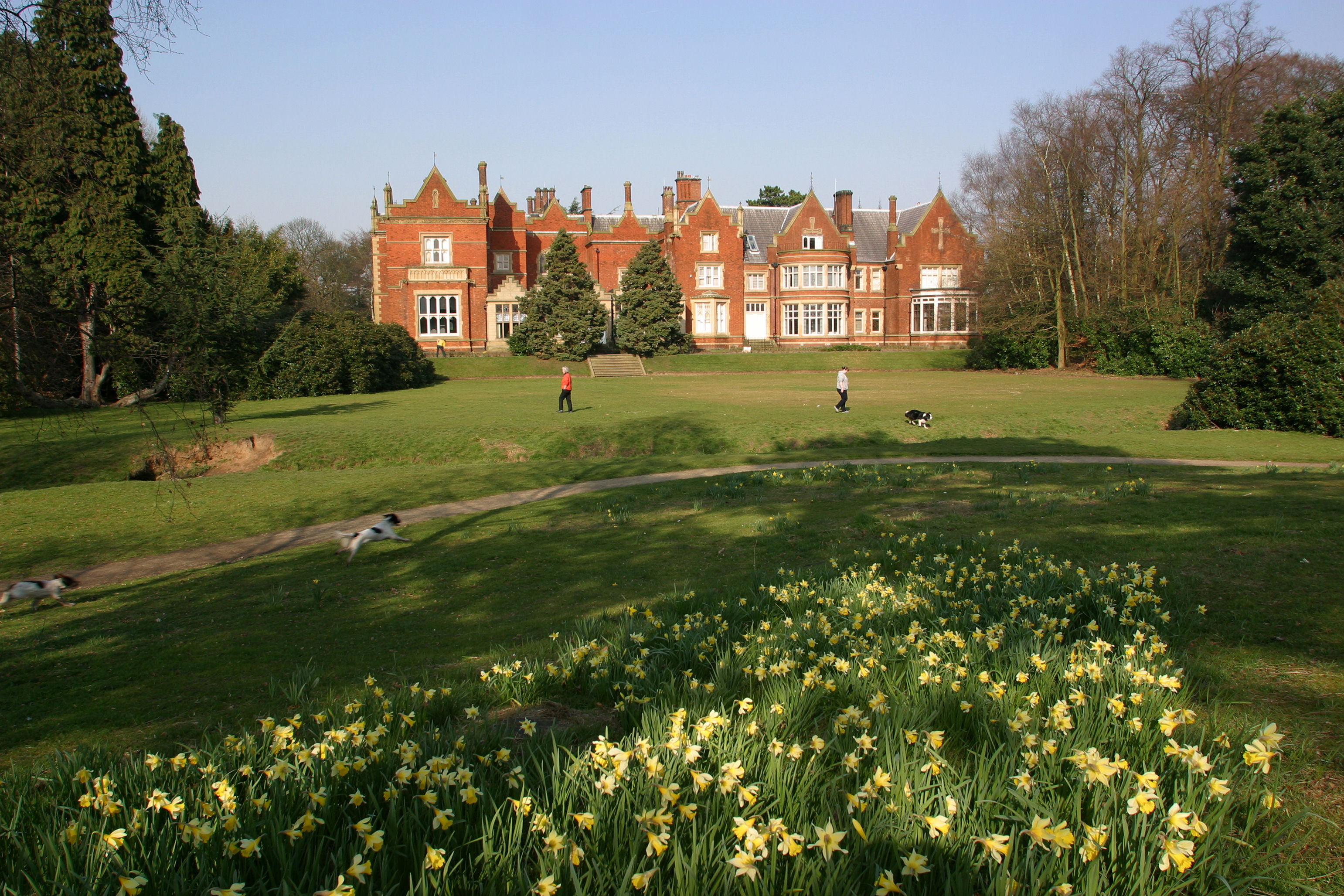
Abney Hall

## Fordítás
- Ez a szócikk részben vagy egészben  a   Greater Manchester című angol Wikipédia-szócikk ezen változatának fordításán alapul.  Az eredeti cikk szerkesztőit annak laptörténete sorolja fel. Ez a jelzés csupán a megfogalmazás eredetét és a szerzői jogokat jelzi, nem szolgál a cikkben szereplő információk forrásmegjelöléseként.